# 閃耀號列車
閃耀（日语： Kirameki */?）號列車是由九州旅客鐵道（JR九州）營運，行走於門司港站/小倉站至博多站之間的特別急行列車，途經鹿兒島本線。「閃耀」與特急「音速」共同承擔了連接北九州市至福岡市之間的城際列車功能。
此條目會同時記述「閃耀」的衍生系統，行走於柳浦站/中津站至博多站之間，途經日豐本線、鹿兒島本線的臨時特急「官兵衛閃耀」（日语：／）。

## 概要
特急「閃耀」在2000年3月11日開設。當時是由「燕102號」和「日輪101號」這兩班列車改名為「閃耀」而成，這兩個班次均從博多出發前往門司港。翌年2001年3月3日，「Home Liner、機場Liner」等需要乘車整理券的快速列車編入至「閃耀」，以統一列車類別。但是在「Home Liner」的時代，乘車整理券只需300日圓便可保證有座位可乘坐，而「閃耀」的普通車廂自由席的特急費用已經需要510日圓（25公里以內為300日圓），而自由席車廂是不能保證座位。因此，連結車輛數目（載客量）需要多於客量需求。
在運行當初，列車的運行形狀與前身的Home Liner相近，只於早上和黃昏以後時段行走。在2011年3月12日，九州新幹線鹿兒島線全線開通，「接力燕」、「有明」於門司港站/小倉站至博多站之間的區間編入至「閃耀」，使「閃耀」於日間大幅加班。後來由於客量減少，便於2014年、2018年、2021年三度減班，現時再次回復至Home Liner的運行形態。
另外，「閃耀」這個列車名稱在1988年3月13日至1997年3月21日之間，曾經使用在西日本旅客鐵道（JR西日本）行走於北陸本線米原站至金澤站之間的快捷型特急班次上（參見「白鷺」）。在JR特急列車中，比較少看見同一個列車名稱使用於完全不同的路線上。

## 運行概況

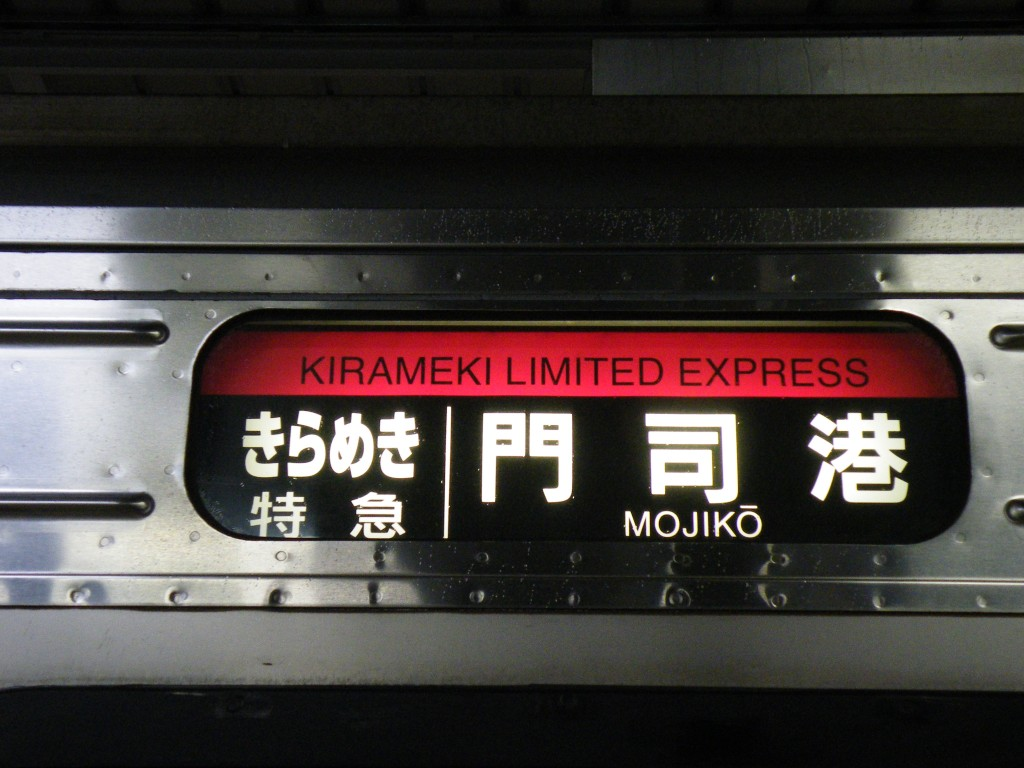
783系「閃耀」的側邊方向幕

「閃耀」共有3班下行、6班上行班次，包括了行走於門司港站至博多站之間的下行2班、上行5班，以及行走於小倉站至博多站之間的下行1班、上行1班。曾經設有班次只於星期六及假日行走，但是2021年3月13日時間表修正起，時間表不再記載有關班次。列車編號為50M+班次數目。
在2011年3月12日時間表修正中，「閃耀」大幅加班。在小倉站至博多站之間，除了早上和晚上外，特急列車每約20分鐘一班，當中包括了2班「音速」和1班「閃耀」。在經過2014年3月15日和2018年3月17日時間表修正後，大部分日間班次被廢除。20分鐘一班的時段只於早上和黃昏以後。
在九州新幹線鹿兒島線全線開通前，「閃耀」只有下行3班（星期六及假日4班）和上行7班，大部分列車於門司港站到發。

### 官兵衛閃耀
在2014年7月19日起，主要在星期六與假日會開設臨時特急「官兵衛閃耀」7號，當時在NHK正在播映大河劇《軍師官兵衛》。該臨時班次是把「閃耀」7號班次改於從柳浦站出發。該班次使用787系BM-13編成，該車輛貼上了全車身廣告，同時該車輛會優先行走「官兵衛閃耀」班次。
《軍師官兵衛》全部播映完畢後，全車身廣告便落畫，「官兵衛閃耀」的運輸日大幅削減。「官兵衛閃耀」最後一直運行至2016年的黃金周（班次編號由7號改為97號）。在2014年、2015年舉行築城基地航空祭期間，為了該活動開設行走於博多站至中津站之間的臨時特急「官兵衛閃耀」91、92號（當時的92號是把「閃耀」13號從小倉站出發改為從中津站出發）。
另外，在2020年3月14日至2021年3月12日之間，星期六及假日從小倉站出發的93號班次中，部分運輸日改從中津站出發。
「官兵衛閃耀」在日豐本線內的停車站方面，「官兵衛閃耀」7(97)號會停靠柳浦站、中津站、宇島站、行橋站和小倉站，「官兵衛閃耀」93號則停靠中津站、行橋站和小倉站。所有「官兵衛閃耀」都會在小倉站改變行車方向，因此到達小倉站時，車內會有廣播提醒旅客把座位掉轉。

### 停車站
門司港站 - 門司站 - 小倉站 - 戶畑站 - （八幡站） - 黑崎站 - 折尾站 - 赤間站 - （東鄉站） - （福間站） - （香椎站） - （吉塚站） - 博多站
- 部分列車停靠（ ）車站
  - 八幡站、東鄉站只有下行3號，上行4、6、8、10、12號停靠。
  - 福間站只有下行1、3號，上行2、4、6、8、10、12號停靠。
  - 香椎站只有下行5號停靠。
    - 所有列車只會停靠福間站或香椎站其中一站。

  - 吉塚站只有下行3號停靠。
- 曾經有部分時期部分列車臨時停靠太空世界站。
- 在2000年前，快速列車之停車站停靠包含（ ）內所有車站。

#### 「官兵衛閃耀91、92號」停車站
博多站 - （香椎站） - 赤間站 - 折尾站 - 黑崎站 - （八幡站） - 戶畑站 - 小倉站 - （下曾根站） - 行橋站 - 築城站 - （宇島站） - 中津站
- 只限91號停靠（ ）
- 只限此列車，班次編號是按日豐本線上下行方向而編排，通常「閃耀」於博多站出發的班次是雙數，但是「官兵衛閃耀」則為單數。

### 使用車輛及編成
「閃耀」使用南福岡車輛區所屬的783系電動列車（Hyper Saloon）或787系電動列車。由於此列車主要在通勤、上學時段行走，擔當起Liner的責任，普通車廂中，大部分都是自由席，指定席只有1卡（787系為1卡，783系只有半卡）。在平日，沒有普通車廂指定席的列車也比較少。
- 設有指定席的班次（毎日）：下行1、3、5號，上行2、6、12號
- 星期六及假日設有指定席的班次：上行4、8、10號

下行2班和上行4班班次使用787系並連結DX綠色車廂和綠色車廂包廂。當中2個往返班次是8卡編成，另外上行2班以6卡編成行走。在2011年3月12日時間表修正中，「接力燕」和「有明」於博多站以北區間編入至「閃耀」。使除了2個往返班次使用783系外，其他班次統一使用787系。在2018年3月17日時間表修正中，隨著「閃耀」削減班次，部分列車改用783系，使大幅減少787系行走「閃耀」。在2021年3月13日時間表修正中，大部分使用783系的班次被廢除，使「閃耀」再次主要以787系行駛。
下行1班、上行2班使用「綠」的783系4卡編成及/或「豪斯登堡」的783系4卡編成行走。8號使用「綠」的編成，10號使用「豪斯登堡」的編成。3號使用兩抽編成連結，以8卡編成行走。各車輛的車門是在中央，以車門作分界，靠近中津／博多一方為A室，靠近小倉、門司港一方為B室。車站與車內均設有資訊說明上述車廂位置。在2001年3月3日起，一直只有2個往返班次（下行1班只於星期六及假日行走）使用783系。在2018年3月17日時間表修正起，增加783系行走「閃耀」，使「閃耀」大部分班次使用783系。在2021年3月13日時間表修正，783系的班次回到2018年以前的數量。
在開始運行當初，由於只於在通勤時段行走，因此會錯誤地使用其他特急列車車輛。截至九州新幹線鹿兒島線全線開通前的2011年2月，曾經有以下車輛行走「閃耀」。
- 783系（2001年起）
  - 「綠」+「豪斯登堡」編成：1個往返班次
  - CM35編成：1個往返班次
另外，平日設有1班下行列車使用「豪斯登堡」編成+「綠」編成+CM35編成（3抽列車連結）。
- 787系（在開始運行起）
  - 「接力燕」編成：上行2班
  - 「有明」6卡編成：下行2班、上行1班
  - 「有明」4卡編成：上行1班
- 883系：上行1班
「音速」編成。在2008年部分時期與2009年行走

在開始運行當初至2005年，2008年至2009年之間曾經使用885系行走「閃耀」。在2005年前使用「鷗」編成，在2008年至2009年之間使用「音速」編成行走。後來在2011年3月12日時間表修正中，除了部分「閃耀」班次使用783系外，其他「閃耀」班次統一使用787系6卡編成。在2014年3月15日時間表修正，787系「燕」、「綠」增至7卡編成，使部分「閃耀」也以7卡編成行走。曾經於平日，會把2抽787系6卡編成連結行走，也設有使用783系「豪斯登堡」編成＋「綠」編成＋舊「日輪」編成連結，以12卡編成行走。在2018年3月17日時間表修正中，不再使用2抽787系與3抽783系行走「閃耀」。同時，上行「綠32號」到達博多站，該班次所使用的783系「綠」編成＋「豪斯登堡」編成（8卡編成）會在博多站分割為2抽4卡編成列車以行走兩班「閃耀」。

## 歷史

### 2000年代
- 2000年（平成12年）3月11日：JR九州開設行走於門司港站至博多站之間（途經鹿兒島本線）的特急「閃耀」。當時只有上行2班，使用787系或885系行走。
- 2001年（平成13年）3月3日：所有於博多站到發的「Home Liner」系統全部併入（與升級）至「閃耀」。使「閃耀」共有下行2班和上行5班。開始使用783系行走。加設小倉站到發班次。
  - 隨著「Home Liner」升格為特急，「日輪」不再駛進博多站。使再沒有485系電動列車行走定期列車駛入博多站。
- 2003年（平成15年）3月15日：原本行走於小倉站至水前寺站之間的「有明1號」，於小倉站至博多站之間獨立為「閃耀」1號，使「閃耀」下行增至3班。
- 2004年（平成16年）3月13日：於前年獨立的「閃耀」1號編入至「接力燕」，使「閃耀」下行回復至2班。
- 2005年（平成17年）
  - 3月1日：「閃耀」上行1班前往中津站的班次變為「音速」，使「閃耀」上行減至4班。885系不再行走「閃耀」。
  - 10月1日：「閃耀」增加1個往返班次。使「閃耀」設有下行3班，上行5班。
- 2007年（平成19年）3月18日：啟有列車所有車輛均禁煙。
- 2008年（平成20年）
  - 3月15日：「閃耀」增加上行1班。使「閃耀」設有下行3班，上行6班。開始883系行走「閃耀」。
    - 883系行走「閃耀」6號後，會於翌日早上行走從小倉站出發的「音速201號」。這是883系唯一行走除了「音速日輪」和「音速」以外的列車班次。但是，883系曾經有一段短時間行走非「音速日輪」和「音速」之班次，在1995年和1997年時間表修正前，885系曾經行走「日輪」。自此，「閃耀」成為了唯一JR九州特急列車（曾經）使用了由JR九州開發的所有特急型電車（783系、787系、883系、885系）（以定期班次作準）。

  - 7月19日：「閃耀6號」→「音速201號」所使用的車輛改為885系。使883系只行走4個月「閃耀」後便撤退，885系在3年4個月後再次行走「閃耀」。
- 2009年（平成21年）3月14日：增加1個往返班次（下行班次只於星期六及假日行走）。使「閃耀」設有下行3至4班，上行7班。另外，隨著「音速」改變車輛，885系再度不再行走「閃耀」，883系再度行走「閃耀」。

### 2010年代
- 2011年（平成23年）3月12日：隨著九州新幹線鹿兒島線全線開業而實施時間表修正，設有以下變更[1]。
  1. 「接力燕」和「有明」於博多站以北區間編入至「閃耀」，使「閃耀」增加下行14班（星期六及假日為16班）、上行17班。連同毎小時2班「音速」，小倉站至博多站之間共有每小時3班特急列車，與時間表修正前的情況同樣[1]。
  2. 使用車輛方面，只剩下2個往返班次（當中下行1班只於星期六及假日行走）使用783系，其餘班次統一使用787系6卡編成（連結DX綠色車廂，綠色車廂包廂）。使883系再次不再行走「閃耀」。
- 2012年（平成24年）7月2日 - 9月7日：因發生東日本大地震使電力不足，為了節省電力，平日日間3個往返班次暫停服務[2]。
- 2014年（平成26年）3月15日：實施時間表修正。日間於小倉站到發的3個往返班次被削減。便「閃耀」只剩下下行11班（星期六及假日為13班），上行14班[3]。另外，使用787系的2個往返班次改以7卡編成。
- 2014年（平成26年）7月19日：臨時特急「官兵衛閃耀」開始運行。
- 2018年（平成30年）3月17日：實施時間表修正，設有以下變更[4]。
  1. 「閃耀」削減日間下行5班，上行4班。
  2. 原本於柳浦站到發的「音速101、102號」改於門司港站、小倉站到發，並編入至「閃耀」（另外，「音速101、102號」變為行走於中津站至大分站之間）。
  3. 上行的尾班車（修正前為28號，修正後為22號）只於星期六及假日（實際上是星期五及假期前日）前夕行走。
    - 在以上變更後，「閃耀」只剩下下行7班（星期六及假日9班），上行10班（星期六及假日11班）。行走時段只限早上和黃昏以後。另外，部分使用787系行走的班次改用783系。

### 2020年代
- 2020年（令和2年）
  - 3月14日：實施時間表修正，設有以下變更[5]。
    1. 「閃耀」5號編入至原本從博多站前往佐賀站的「鷗101號」。使「閃耀」下行減少1班。7號以後的下行「閃耀」之班次編號均減去2。
    2. 只於星期六、假日行走的下行2班「閃耀」之班次編號由101、103號改為91、93號。當中93號於部分日子從中津站出發。

  - 3月20日：受到新冠疫情影響使客量減少。「閃耀」設有以下臨時改動安排。以下為截至當年5月31日前發表的改動內容[6][7][8][9]。
    1. 3月20日 - 4月5日：22號暫停服務。93號的起點站從中津站改為小倉站。
    2. 4月6日 - 4月17日：星期六及假日4個往返班次（2、4、7、8、9、11、22、93號）暫停服務。
    3. 4月18日 - 5月31日（5月2日至6日除外）：星期六及假日下行4班、上行5班（4月6日至4月17日之間，追加16號）暫停服務。
    4. 5月2日 - 6日：除了6號外，所有列車暫停服務。

  - 5月2日 - 5月6日：受到新冠疫情影響，JR九州管內所有特急列車均暫停服務，當中包括了「閃耀」[10][11]。
  - 11月1日 - 受到新冠疫情影響使客量減少。當日起，預定把「閃耀」2個往返班次（2、7、22、91號）暫停服務[12]。
- 2021年（令和3年）3月13日：實施時間表修正，設有以下變更[13][14]。
  1. 取消「閃耀」1、2、7、14、16和22號（1號由快速列車取代。16號由「音速」201號把時間提早行駛取代）。「日輪喜凱亞」24號中，小倉站至博多站之間區間編入至「閃耀」（9號）。使「閃耀」減少下行1班和上行4班。除了早上下行2班外，其餘列車在黃昏以後時段行走。另外，只於星期六及假日行走的91、93號不再於時間表上顯示。
  2. 隨著783系部分編成不再定期行走班次，「閃耀」使用783系行走的班次只剩下下行1班和上行2班。使用編成只有「綠」編成和「豪斯登堡」編成。
- 2022年（令和4年）
  - 3月12日：實施時間表修正。1、2號停靠福間站。使通過福間站的班次只有晚上行走的下行班次（5、7、9號），上行所有班次均停靠該站。同時，使所有列車會停靠福間站或香椎站。
  - 9月23日：實施時間表修正[15]。
    1. 「閃耀7號」被廢除。
    2. 「閃耀9號」延長至佐賀站，並編入至「喜鵲」（201號）。
    3. 「閃耀14號」改為從武雄溫泉站出發，並編入至「接力鷗」（64號）。
      - 使「閃耀」剩下下行3班（從門司港出發2班，從小倉出發1班）和上行6班（前往門司港5班，前往小倉1班）。另外，只有3號停靠吉塚站。

## 注腳

## 外部連結
- 其他特急列車 （页面存档备份，存于）（日語） - 九州旅客鐵道